# Bizcocho

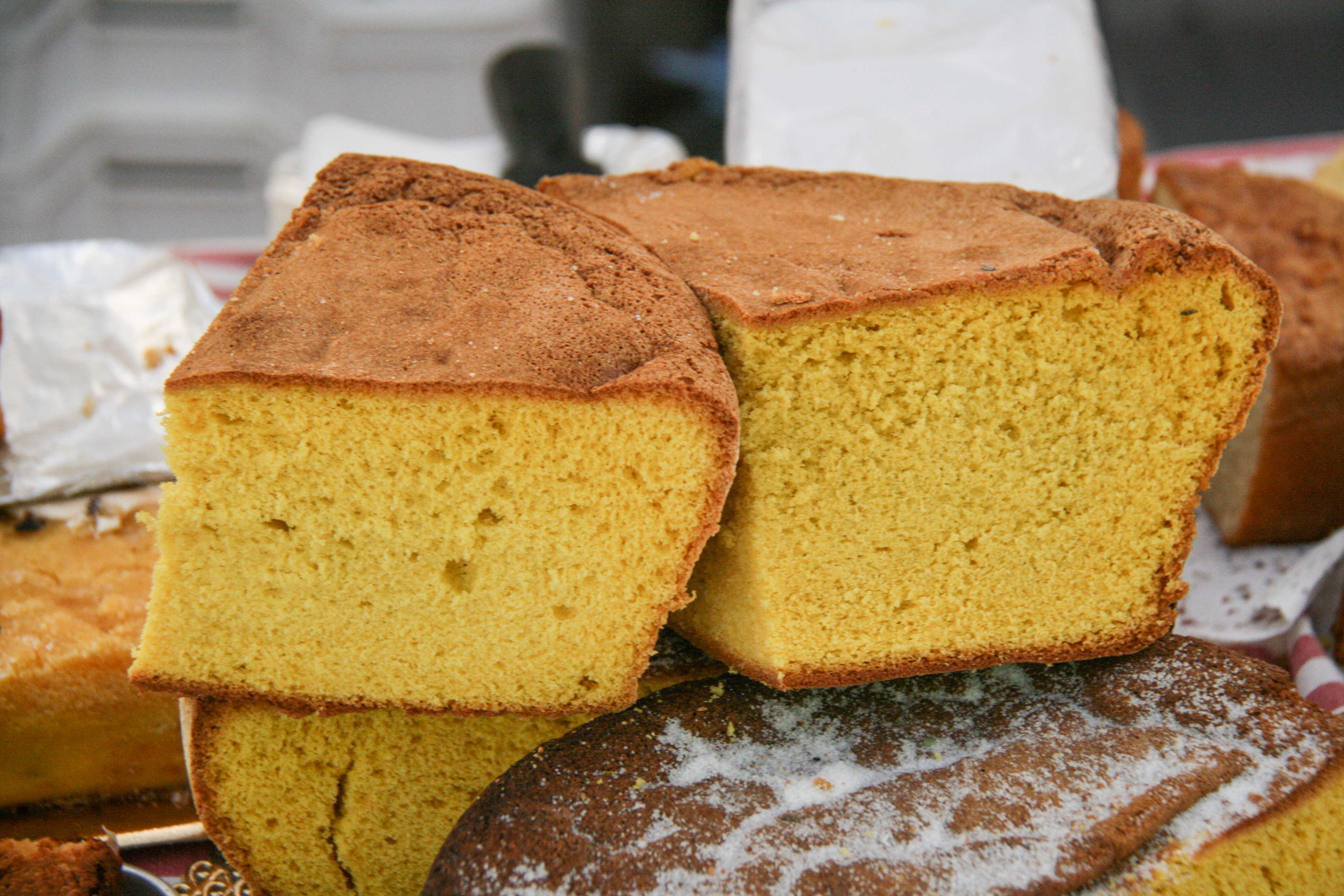
Bizcocho básico cortado en cuartos.

El bizcocho (España, Puerto Rico, República Dominicana y partes de Sudamérica), bizcochuelo (Argentina y Uruguay), queque (Chile, Bolivia, Canarias, Costa Rica, Nicaragua, Perú), panetela (Cuba), torta (Colombia y Venezuela) o pastel (México y Centroamérica) es un pan dulce cuya miga es esponjosa, húmeda y fácilmente desmoronable, y su corteza es fina, dorada y blanda. Es una masa básica de la repostería, pues sirve de base para innumerables tartas. La cualidad que caracteriza este pan es su esponjosidad, la cual es gracias a la presencia de huevos en su masa. Al batir los huevos se atrapan las burbujas de aire que una vez cuajado quedan atrapadas y forman esta curiosa miga. Además de los huevos, incluye harina (generalmente de trigo), azúcar y a veces mantequilla u otra grasa y una pizca de sal.
Los bizcochos, bizcochuelos o queques se suelen clasificar en tres categorías: los pesados son los que contienen mantequilla, aceite o alguna otra grasa, por lo que requieren una cocción más suave y prolongada en el horno; los bizcochos ligeros, en cambio, no incluyen lípidos (como unas soletillas); y en tercer lugar los superligeros, que apenas necesitan tiempo en el horno, no tienen nada de grasa, muy poca harina o a veces almidón en vez de harina.

## Terminología

### Bizcocho,biscocho,bizcochuelo
Proviene del latín biscoctus, es decir, cocido dos veces. Con esta técnica romana se hacían unas tortas que se metían en el horno de nuevo, esta vez sin el molde. Daba como resultado un pan más seco y por lo tanto menos apetitoso. Sin embargo era tan duradero que los soldados romanos y marinos podían conservarlos por meses. En francés, biscuit pasó a denominar a una galleta. El término mutó en el idioma español para referirse a su significado actual, casi opuesto pues se refiere a un pan de miga esponjosa y húmeda.
Se denomina bizcocho en España, Chile, Paraguay, Ecuador, Perú, República Dominicana, Puerto Rico y Bolivia, y según el añadido que la masa tenga recibirá el nombre completo: bizcocho de vainilla, bizcocho de chocolate, etc. En Colombia se le llama indistintamente bizcocho o torta. En Chile y  Argentina, y por extensión en Uruguay y Paraguay, es también llamado bizcochuelo. En Canarias, se le llama bizcochón en la provincia de Santa Cruz de Tenerife o queque en la provincia de Las Palmas.
En Uruguay no se usa el nombre bizcocho para este producto, pues el nombre se reserva para otras confecciones, como bollos y petit fours secs (véase Bizcocho (Uruguay)), similares a las facturas argentinas. En Ecuador, el bizcocho de Cayambe es un pan duro. Coloquialmente, bizcocho se refiere a una persona atractiva, o bien para los genitales femeninos.
Biscocho está listado en el DLE.

### Queque,keke
Esta denominación proviene del inglés cake (/keɪk/), que significa ‘tarta’. Así se le llama al bizcocho en Chile, Perú, Costa Rica, El Salvador y en la comunidad autónoma española de las Canarias (particularmente las islas orientales). En Gran Canaria el bizcocho se refiere a otra preparación. Según lo que se agregue será queque de chocolate, de vainilla, de limón, etc. En el español chileno se dice «creerse el hoyo del queque» para referirse a una persona presumida, debido al molde redondo que se usa con un hoyo en el centro.
La primera referencia al nombre queque se encuentra en el libro La negrita Doddy: nuevo libro de cocina publicado en Santiago de Chile en 1911 y en el que se incluyen los llamados quequitos Victoria de chocolate y jengibre.

### Pan de España
La técnica del bizcocho o queque se practica desde tiempos inmemoriales, pero la tradición italiana atribuye su creación a Giobatta, un pastelero ligur afincado en Madrid en la década de 1700. Por ello en Italia el bizcocho es conocido como pan di Spagna, de ahí pasando a otros países: pain d'Espagne en Quebec, Canadá, en Grecia se llama pantespani (Παντεσπάνι) y en Turquía se llama pandispanya.

### Otras denominaciones
En México y Centroamérica son denominadas pasteles. 
En Colombia se le llama indistintamente bizcocho o torta. En Venezuela también se le llama simplemente torta, pues el bizcocho en este país se refiere a rebanadas de pan dulce que han sido tostadas. Un ejemplo de ello lo constituyen las llamadas panelas de San Joaquín, típicas del estado Carabobo y también en Aragua. No debe confundirse con el panqué ya que aquel tiene mayor cantidad de materia grasa.[cita requerida]
La técnica española de hacer bizcochos llegó hasta algunos lugares de Asia. En Filipinas, se llama mamon o sponge cake (‘pastel esponja’). En Japón el bizcocho es conocido como castella (カステラ), y fue introducido por los portugueses.
En Argentina, el bizcochuelo es esta preparación esponjosa que, una vez decorada (para una boda, un cumpleaños, un bautizmo, etc), de convierte en una torta.

## Características

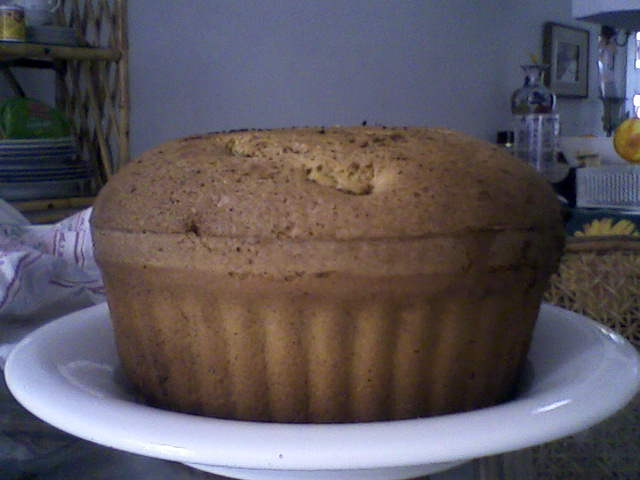
Un bizcochuelo con chocolate.

El bizcocho más sencillo contiene los cuatro ingredientes básicos en proporciones idénticas, lo que lo asemeja a un pound cake. 

### Ingredientes
- Se puede usar cualquier tipo de harina, aunque preferiblemente se van a usar harinas de repostería (harina floja, es decir, que tienen poca fuerza). La harina floja tiene poca proteína y más almidón lo que se traduce en una textura más suave y no tan tenaz.[18] También se puede usar maicena o harina de arroz para que quede más ligera la masa.[19]
- Como se ha comentado, los huevos son los que aportan la esponjosidad, ya que tiene la viscosidad suficiente para atrapar burbujas de aire, que proporcionarán la particular alveolatura de la masa.[19]
- El lípido es generalmente mantequilla, aunque puede ser también aceite vegetal, manteca de cerdo o margarina y más raramente aceite de oliva.[19]  También hay bizcochos que no contienen grasa (como el que se emplea para la elaboración del postre 3 leches).
- Entre los impulsores o gasificantes, la levadura química se suele añadir para gasificar y, por tanto, darle volumen (si bien montando las claras a punto de nieve se consigue lo mismo).
- El azúcar, ya que generalmente todos los bizcochos o queques son dulces. También es posible emplear edulcorantes como sucralosa, stevia o xilitol para casos de regímenes dietéticos.

Los demás ingredientes sirven para aromatizar y darle su sabor distintivo, como ralladura de limón, almendra molida, cacao, coco rallado, etcétera. El bizcocho admite líquidos en pequeñas cantidades (sobre todo leche pero también algún licor). En efecto, constituye la base de la elaboración del llamado pastel tres leches. En este último caso, para elaborar las llamadas tortadas, tortas húmedas o pasteles húmedos no se precisa de materia grasa (mantequilla, aceite, manteca, etc.) ya que el mismo líquido impide que la masa se reseque y endurezca.
No todas las masas dulces horneadas que crecen por acción de levaduras (bollos, roscones de Reyes, panettone, etc.) se consideran bizcochos.

## Tipos de bizcochos

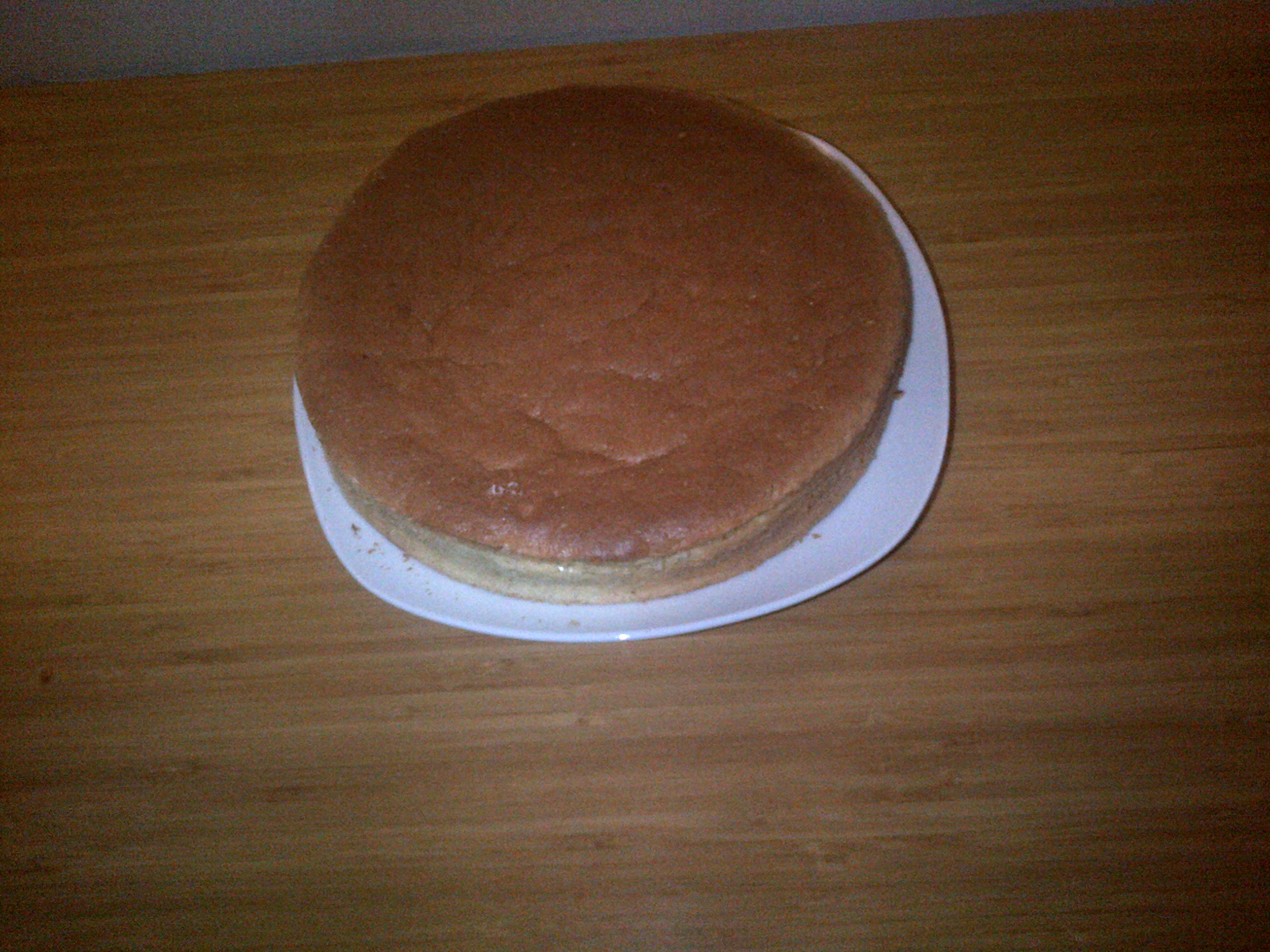
Pandispanya, o Pan de España, un bizcocho turco.

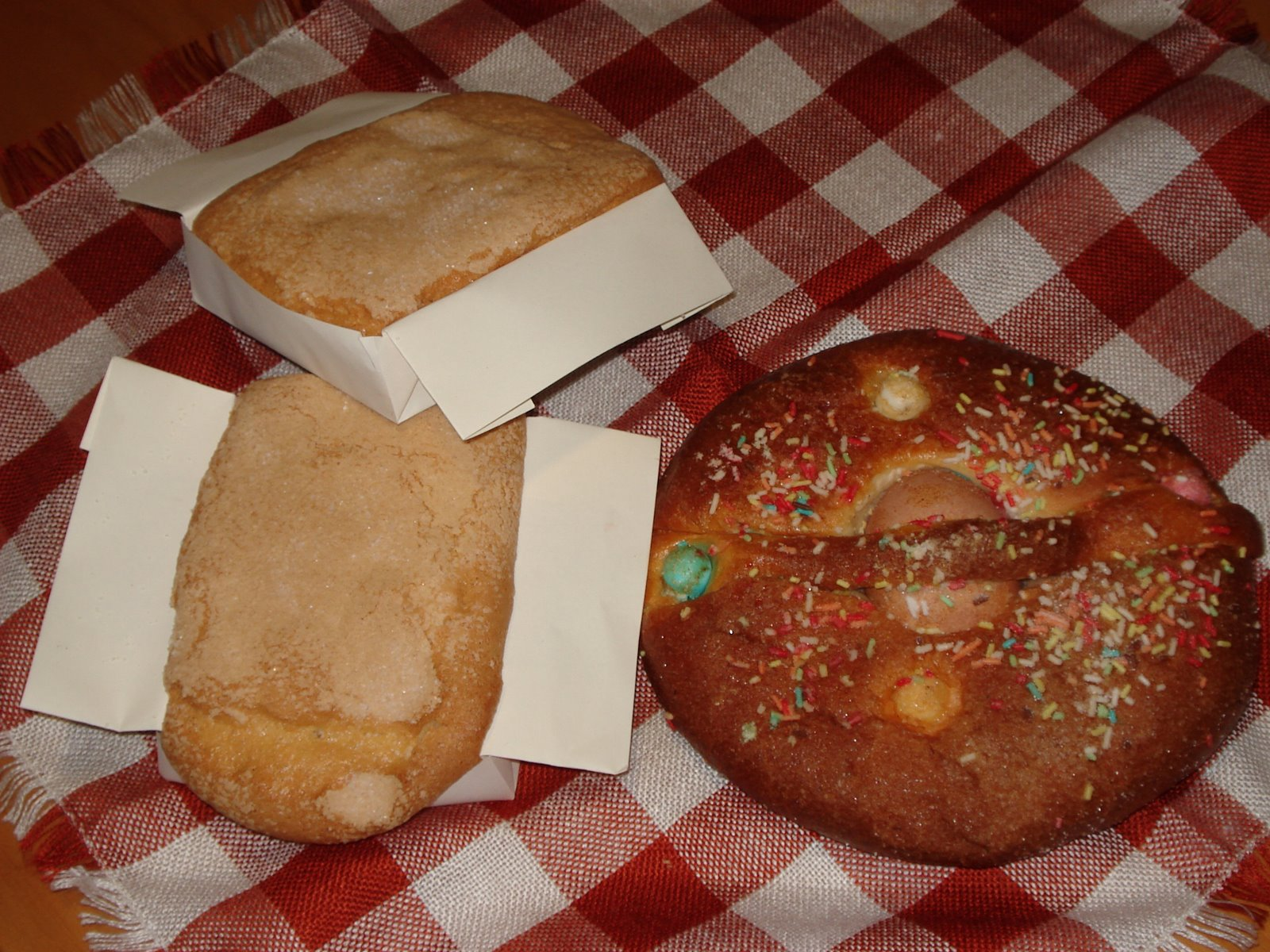
A la izquierda, pequeños bizcochos individuales de Jaén, España.

Un bizcocho se suele hornear entre 180 y 200 °C hasta que esté bien cocido; el tiempo de cocción depende del grueso de la masa.
Los bizcochos no necesitan siempre el empleo de harina leudante ni levaduras químicas, ya que el batido de los huevos junto con el azúcar realizan el sostén y posterior levado en el horno.
Estirado en una fina capa obtenemos una genovesa, una variante de bizcocho que, untada con un relleno cremoso, es la base de un tipo de pastel renombrado en muchos países, como el brazo de gitano español.
Después de hornearlo, el bizcocho admite ser saturado de líquido sin perder su consistencia. Empapado en almíbar, ron u otro licor, da lugar a pasteles como el babà napolitano o el pionono de Granada. Empapado en una mezcla de crema de leche, leche evaporada y leche condensada da lugar al pastel tres leches, famoso en algunos países de América Latina.